# Tanama
Die Tanama (russisch Танама) ist ein 521 km langer linker Nebenfluss des Jenissei auf der Gydan-Halbinsel im Nordosten des Westsibirischen Tieflands in Russland.
Die Tanama entfließt etwa 200 km Luftlinie westlich von Dudinka und 400 km nordöstlich von Nowy Urengoi einem kleinen See im äußersten Nordosten des Autonomen Kreises der Jamal-Nenzen, unweit der Grenze zur Region Krasnojarsk. In einem weiten Bogen und stark mäandrierend umfließt sie zunächst in westlicher bis nordwestlicher, später nordöstlicher und südöstlicher Richtung durch die flache Tundralandschaft jenseits des Polarkreises, den nördlichen Teil des Unteren Jenissei-Höhenzuges (Nischnejenisseiskaja woswyschennost), dort auch Tanamahöhenzug (Tanamskaja woswyschennost) genannt. Diese schwach ausgeprägte Erhebung begrenzt die Gydan-Halbinsel im Süden. Auf den letzten knapp 40 km ihres Laufes wendet sich die Tanama wieder nach Nordosten und bildet mehrere Flussarme aus. Der Hauptarm mündet knapp 200 km nordwestlich von Dudinka in den linken großen Mündungsarm des Jenissei, der flussaufwärts Tolstaja Semlja, flussabwärts Derjabinski Jenissei genannt wird. Weitere Mündungsarme der Tanama sind der gut 10 km jenisseiaufwärts mündende Lama und der gut 15 km abwärts mündende Janadu.
Das Einzugsgebiet des Flusses umfasst 23.100 km². Die bedeutendsten Nebenflüsse sind von links Ngarka-Lybonkatjacha (Länge 233 km), Jartojacha (200 km), Nenerejacha (137 km) und Pajotajacha (129 km) sowie von rechts Bolschaja Pjakojacha (130 km) und Jara (277 km). Der Unterlauf des Flusses steht unter Gezeiteneinfluss.
Auf dem größten Teil ihres Laufes markiert die Tanama die Grenze zwischen dem Autonomen Kreises der Jamal-Nenzen und dem früheren Autonomen Kreis Taimyr (heute Rajon) der Region Krasnojarsk. Sie durchfließt ein seenreiches, sumpfiges und sehr dünn besiedeltes Gebiet ohne Ortschaften. Etwa vier Kilometer südlich des Ursprungs der Tanama befindet sich der Hauptstützpunkt des Erdgasfeldes Sewero-Soljoninskoje, das seit 1973 die Großstadt Norilsk über eine Pipeline mit Erdgas versorgt.